# Mariya Gabriel
Mariya Ivanova Gabriel (en búlgaro: Мария Иванова Габриел; Gotse Délchev, 20 de mayo de 1979) es una política búlgara que ejerció como vice primera ministra y ministra de Relaciones Exteriores de Bulgaria desde junio de 2023 hasta abril de 2024. Previamente ejerció como comisaria europea de Innovación, Investigación, Cultura, Educación y Juventud de 2019 a 2023 en la Comisión Von der Leyen, previamente fue comisaria europea de Economía y Sociedad Digitales de 2017 a 2019 en la Comisión Juncker. Fue diputada al Parlamento Europeo de 2009 a 2017. Es miembro del partido político Ciudadanos por el Desarrollo Europeo de Bulgaria (GERB) y del Partido Popular Europeo (PPE).

## Biografía
Mariya Ivanova Nedelcheva nació el 20 de mayo de 1979 en Gotse Délchev. Graduada en filología búlgara y francesa en la Universidad de Plovdiv, obtuvo con posterioridad un título de máster en Política Comparativa y Relaciones Internacionales en la Instituto de Estudios Políticos de Burdeos.

## Vida personal
En 2012 contrajo matrimonio con François Gabriel —de quien tomó su apellido—, estrecho colaborador de Joseph Daul en el Partido Popular Europeo (PPE), la pareja, tiene un hijo.

## Trayectoria política
En 2008 entró a trabajar como secretaria de la delegación de Ciudadanos por el Desarrollo Europeo de Bulgaria (GERB) en el Parlamento Europeo, resultó elegida eurodiputada en los comicios de 2009. Renovó su acta de parlamentaria en las elecciones europeas de 2014.

### Comisión Europea
Tras la renuncia a comienzos de 2017 de la también búlgara Kristalina Georgieva como comisaria de Presupuesto y Recursos Humanos de la Comisión Europea, Mariya Gabriel fue propuesta como titular de la cartera de Economía y Sociedad Digitales. El 4 de julio de 2017 el Parlamento Europeo respaldó la propuesta de nombramiento, por 517 votos a favor, 77 en contra y 89 abstenciones, siendo nombrada por el Consejo Europeo, en acuerdo con el presidente de la Comisión Jean Claude Juncker, el 7 de julio. Electa eurodiputada en las elecciones al Parlamento Europeo de mayo de 2019, en junio comunicó su renuncia al escaño, dispuesta a continuar en la Comisión.

### Candidata a primera ministra
Tras varios intentos fallidos de formar gobierno, a inicios de mayo de 2023, Gabriel fue la candidata a primera ministra de Bulgaria por Ciudadanos por el Desarrollo Europeo de Bulgaria (GERB). El 10 de mayo, pidió licencia para ausentarse de sus funciones como comisaria europea, aunque el 15 de mayo, presentó su renuncia formalmente a su cargo para centrarse en las negociaciones para formar gobierno. Recibió el apoyo de los partidos Movimiento por los Derechos y Libertades (DPS) y Existe Tal Pueblo (ITN) por lo que recibió el mandato para formar gobierno por parte del presidente Rumen Radev.
Sin embargo, tras enfrentar un veto inicial de la coalición Continuamos el Cambio (PP) y Bulgaria Democrática (DB), finalmente, el 22 de mayo, GERB y PP–DB anunciaron un gobierno transitorio de rotación para poner fin al estancamiento político y promover reformas al sector justicia. Durante los primeros 9 meses, el gobierno estaría liderado por Nikolai Denkov del PP, y durante los siguientes 9 meses, estaría liderado por Gabriel de GERB. Durante el mandato de Denkov, se acordó que Gabriel ocuparía el cargo de vice primera ministra y ministra de Relaciones Exteriores.
Luego de varias dificultades durante el período de las negociaciones, finalmente el gabinete Denkov–Gabriel fue votado en la Asamblea Nacional el 6 de junio de 2023. El nuevo gabinete obtuvo 132 votos a favor y 69 en contra. Ese mismo día, Denkov y su gabinete asumieron el cargo. Según el acuerdo de gobierno, se espera que Denkov deje el cargo nueve meses después, tentativamente en marzo de 2024 y sea sucedido por Gabriel.